# Адольфо Сормані
Адольфо Сормані (італ. Adolfo Sormani, нар. 11 серпня 1965, Генуя) — італійський футболіст, що грав на позиції півзахисника. По завершенні ігрової кар'єри — тренер.

## Ігрова кар'єра
Народився 11 серпня 1965 року в місті Генуя. Вихованець футбольної школи клубу «Наполі», але за першу команду не грав. Дорослу футбольну кар'єру розпочав 1984 року в клубі «Ріміні», в якій провів два роки у Серії С1. Згодом у сезоні 1986/87 грав у складі «Парми» у Серії В.
Своєю грою привернув увагу представників тренерського штабу вищолігового клубу «Авелліно», до складу якого приєднався 1987 року. Відіграв за команду з Авелліно наступні три сезони своєї ігрової кар'єри, але основним гравцем не був, при цьому вже у першому сезоні команда вилетіла з Серії А.
Надалі протягом 1990—1999 років захищав кольори нижчолігових клубів «В'яреджо», «Нола», «Каерано», «Местре» та «Порденоне», а завершив ігрову кар'єру у команді «Местре», у складі якої грав у сезоні 1999/00.

## Кар'єра тренера
Розпочав тренерську кар'єру невдовзі по завершенні кар'єри гравця, 2003 року, очоливши тренерський штаб клубу «Ривіньяно», де пропрацював недовго у 2003 році. Також пізніше тренував інші невеликі команди «Конельяно», «Кьоджа Соттомарина» та «Каттоліка».
Влітку 2007 року став головним тренером юнацької команди «Ювентуса», яку тренував чотири роки, після чого протягом 2011—2012 років очолював юнацьку команду «Наполі» до 19 років.
У липні 2012 року прийняв пропозицію попрацювати асистентом свого співвітчизника Джанфранко Дзоли у англійському клубі «Вотфорд». Залишив клуб з Вотфорда у грудні 2013 року разом з усім тренерським штабом.
11 листопада 2014 року він став новим тренером «Зюйдтіроля», але вже 19 квітня 2015 року його було звільнено через негативні результати.
30 червня 2016 року очолив «Партизані», яке грало у вищому дивізіоні Албанії, але вже у жовтні його звільнили з посади. 
З січня по березень 2017 року він перебував у Китаї на посаді помічника Чіро Феррари у команді «Ухань Чжоер».
15 червня 2017 року він став новим тренером команди «Вайле» Він виграв чемпіонат другого дивізіону 2017/18 років, повернувши команду до вищого дивізіону, але там команда виступала невдало, тому 5 березня 2019 року він пішов у відставку через низькі результати.
4 січня 2020 року Адольфо повернувся у «Партизані», але покинув клуб у липні 2020 року, коли чемпіонат припинили через пандемію коронавірусу.
19 липня 2021 року його було призначено новим тренером команди «Лавелло» з Серії D. 8 листопада, після поразки вдома від «Аудаче Черіньйоли» та шостого місця в турнірній таблиці, його було звільнено з посади.
В кінці 2023 року очолив тренерський штаб команди «ГБ Торсгавн» на Фарерських островах, де працював до травня 2025 року. З командою виграв Кубок Фарер у 2024 році та Суперкубки країни 2024 та 2025 років.

## Статистика виступів

### Статистика клубних виступів
| Сезон          | Команда    | Чемпіонат | Чемпіонат | Чемпіонат | Національний кубок | Національний кубок | Національний кубок | Усього | Усього |
| Сезон          | Команда    | Ліга      | Ігор      | Голів     | Ліга               | Ігор               | Голів              | Ігор   | Голів  |
| -------------- | ---------- | --------- | --------- | --------- | ------------------ | ------------------ | ------------------ | ------ | ------ |
| 1983–84        | «Наполі»   | A         | 0         | 0         | КІ                 | 0                  | 0                  | 0      | 0      |
| 1984–85        | «Ріміні»   | C1        | ?         | ?         | КІ-C               | ?                  | ?                  | ?      | ?      |
| 1984–85        | «Ріміні»   | C1        | ?         | ?         | КІ+КІ-C            | 5+?                | 3+?                | 5+     | 3+     |
| 1986–87        | «Парма»    | C1        | 22        | 1         | КІ                 | 6                  | 0                  | 28     | 1      |
| 1987–88        | «Авелліно» | A         | 3         | 0         | КІ                 | 3                  | 0                  | 6      | 0      |
| 1988–89        | «Авелліно» | B         | 20        | 2         | КІ                 | 4                  | 1                  | 24     | 2      |
| 1989–90        | «Авелліно» | B         | 10        | 0         | КІ                 | 1                  | 0                  | 11     | 0      |
| 1990–91        | «В'яреджо» | C2        | 15        | 1         | КІ-C               | ?                  | ?                  | 15+    | 1+     |
| лип.-жов. 1991 | «В'яреджо» | C2        | 4         | 0         | КІ-C               | ?                  | ?                  | 4+     | 0+     |
| 1991–92        | «Нола»     | C1        | 26        | 4         | КІ-C               | 4                  | 0                  | 30     | 4      |
| 1992–93        | «Нола»     | C1        | 20        | 1         | КІ-C               | 0                  | 0                  | 19     | 1      |

## Титули і досягнення

### Як тренера
- Володар Кубка Фарерських островів (1): 2024.
- Володар Суперкубка Фарерських островів (2): 2024, 2025